# Jorge Bom Jesus
Jorge Lopes Bom Jesus (ur. 26 lipca 1962) – saotomejski polityk i lingwista, minister, premier Wysp Świętego Tomasza i Książęcej od 3 grudnia 2018 do 11 listopada 2022.

## Życiorys
Z wykształcenia jest lingwistą, specjalizującym się w literaturoznawstwie, zwłaszcza państw Afryki. Ukończył studia z pedagogiki i języka francuskiego w Tuluzie. Pełnił funkcję ministra kultury i edukacji, a także reprezentanta kraju w UNESCO. Od młodości należy do Ruchu Wyzwolenia Wysp Świętego Tomasza i Książęcej-Partii Socjaldemokratycznej (MLSTP-PSD, Movimento de Libertação de São Tomé e Príncipe-Partido Social Democrata), w czerwcu 2018 został wybrany jego prezesem. Po zwycięstwie w partii wyborach w październiku 2018 został mianowany premierem z dniem 3 grudnia 2018.